# سیارک ۱۸۱۱۰
سیارک ۱۸۱۱۰ (به انگلیسی: 18110 HASI، نامگذاری:2000NK13) هجده هزار و صد و دهمین سیارک کشف شده‌است که در ۵ ژوئیه ۲۰۰۰ کشف شد.
قدر مطلق سیارک برابر ۱۴.۸ است.